# Maciej Freimut
Maciej Freimut (Wąbrzeźno, Cujávia-Pomerânia, 24 de fevereiro de 1967) é um ex-canoísta polaco especialista em provas de velocidade.

## Carreira
Foi vencedor da medalha de prata em K-2 500 m em Barcelona 1992, junto com o seu colega de equipa Wojciech Kurpiewski.